# Anrie Chase
Anrie Chase (チェイス・アンリ, Cheisu Anri, Yokosuka, Prefectura de Kanagawa, 24 de marzo de 2004) es un futbolista japonés que juega de defensa en el Red Bull Salzburgo de la Bundesliga.

## Trayectoria
Nacido en Yokosuka, Prefectura de Kanagawa, de madre japonesa y padre estadounidense de ascendencia jamaicana, se trasladó a Texas a los tres años, donde pasó nueve años antes de regresar a Japón. Durante su estancia en Estados Unidos también jugó al baloncesto y comenzó su carrera futbolística como delantero.
Tras formarse en el AZ Alkmaar y en el VfB Stuttgart, se ha propuesto hacer carrera en el extranjero. Al parecer, también fue tanteado por el Ajax de Ámsterdam.
El 7 de abril de 2022 firmó un contrato con el VfB Stuttgart II que entró en vigor el 1 de julio de ese año. En 2024 también fue nominado para el equipo de Bundesliga del VfB Stuttgart. Con ellos jugó veinte partidos y en agosto de 2025 fue traspasado al Red Bull Salzburgo.

## Selección nacional
Aunque también puede representar a Estados Unidos, ha representado a Japón hasta la categoría sub-23. Entrenó con la selección nacional de fútbol de Japón en 2022. El entrenador Hajime Moriyasu lo elogió por su talento y potencial.

## Estadísticas

### Clubes
Actualizado al último partido disputado el 24 de mayo de 2025.
| Club                        | Div.          | Temporada     | Liga  | Liga  | Copas nacionales | Copas nacionales | Copas internacionales | Copas internacionales | Total | Total |
| Club                        | Div.          | Temporada     | Part. | Goles | Part.            | Goles            | Part.                 | Goles                 | Part. | Goles |
| --------------------------- | ------------- | ------------- | ----- | ----- | ---------------- | ---------------- | --------------------- | --------------------- | ----- | ----- |
| VfB Stuttgart II · Alemania | 4.ª           | 2022-23       | 12    | 0     | ―                | ―                | ―                     | ―                     | 12    | 0     |
| VfB Stuttgart II · Alemania | 4.ª           | 2023-24       | 26    | 2     | ―                | ―                | ―                     | ―                     | 26    | 2     |
| VfB Stuttgart II · Alemania | 3.ª           | 2024-25       | 8     | 0     | —                | —                | ―                     | ―                     | 8     | 0     |
| VfB Stuttgart II · Alemania | Total club    | Total club    | 46    | 2     | 0                | 0                | 0                     | 0                     | 46    | 2     |
| VfB Stuttgart · Alemania    | 1.ª           | 2024-25       | 12    | 0     | 3                | 1                | 5                     | 0                     | 20    | 1     |
| VfB Stuttgart · Alemania    | Total club    | Total club    | 12    | 0     | 3                | 1                | 5                     | 0                     | 20    | 1     |
| Total carrera               | Total carrera | Total carrera | 58    | 2     | 3                | 1                | 5                     | 0                     | 66    | 3     |

## Palmarés

### Campeonatos nacionales
| Título           | Club          | País     | Año  |
| ---------------- | ------------- | -------- | ---- |
| Copa de Alemania | VfB Stuttgart | Alemania | 2025 |